# Älmsta
Älmsta (oude naam Elmsta) is een plaats in de gemeente Norrtälje in het landschap Uppland en de provincie Stockholms län in Zweden. De plaats heeft 924 inwoners (2005) en een oppervlakte van 119 hectare. Door het dorp loopt het druk bevaren Väddökanaal dat hier in de 16e eeuw gegraven is; het noordoostelijke deel van de plaats ligt op het eiland Väddö; het zuidelijke deel op het Zweedse vasteland.
Iets ten zuiden van het plaatsje, aan het kanaal, bevindt zich een scheepvaartmuseum.